# Padus australis
Padus australis là loài thực vật có hoa trong họ Hoa hồng. Loài này được (Beadle) Beadle mô tả khoa học đầu tiên năm 1903.